# Skotthed
Skotthed är en bebyggelse i Jörlanda socken i Stenungsunds kommun i Bohuslän. Före 2015 avgränsades denna till en småort. Sedan 2015 räknas området som en del av tätorten Jörlanda. 2023 klassades bebyggelsen som en separat tätort som även omfattade området i öster, den tidigare småorten Vulseröd.